# 桑原聡
桑原 聡（くわはらさとし、1960年3月- ）は、東京都出身の建築家。桑原聡建築研究所代表。社団法人日本建築学会会員、社団法人東京建築士会会員。

## 略歴
- 1960年3月 - 東京都中野区生まれ
- 1984年3月 - 東京理科大学理工学部建築学科 卒業
- 1986年3月 - 東京芸術大学美術学部大学院建築科 修了
- 1986年4月 - 株式会社リクルートコスモス設計監理部所属
- 1992年7月 - 株式会社コスモスモア設計部所属
- 1994年9月 - 桑原聡建築研究所設立
- 2007年4月 - 株式会社唯アソシエイツ共同設立
- 2007年5月 - プロダクト「SK-furniture」設立
- 2011年4月 - 東京理科大学理工学部建築学科非常勤講師

## 主な作品
- 1998年7月 - 石神井「古稀庵」[1]
- 1999年3月 - ルミネリックス[2]
- 2002年2月 - BUREX 京橋
- 2004年12月 - BUREX 麹町
- 2007年7月 - コスモスイニシア INITIA IO[3]
- 2009年8月 - リビングデザインセンターOZONE「住まいの照明体感ラボ」[4]

## 展示
- 1999年10月 - 「Dining & SOHOー桑原聡と宮川達雄による空間デザイン」展[5]